# Bachelor Night: Auf nach Vegas!
Bachelor Night: Auf nach Vegas! (Originaltitel Bachelor Night) ist eine US-amerikanische Filmkomödie aus dem Jahr 2014 von Maximilian Elfeldt und Jeff Newman, die gemeinsam mit Brian Misakian das Drehbuch verfassten. Als Hauptdarsteller werden Andrew Bongiorno, Skyler Yeast und Phillip Andre Botello genannt.

## Handlung
Derek und Amanda werden bald heiraten. Für ihn steht daher sein Junggesellenabschied an. Da Amanda mit ihrem Sexleben unzufrieden ist, bittet sie Dereks Freund Adrian darum, dass der prüde Derek auf dem Junggesellenabschied „noch etwas an Erfahrung hinzuzugewinne“. Derek wäre es allerdings lieber, einen ruhigen Abend mit seinen Freunden Adrian, Frank und Mitchell zu verbringen. Seine Freunde wollen allerdings Las Vegas in vollen Zügen genießen und so fahren sie gemeinsam, bis auf Frank der im Flugzeug anreist und sich während des Fluges mit einer Flugbegleiterin sexuell vergnügt, in die Stadt im US-Bundesstaat Nevada.
Nach dem Einchecken im Hotel verirren sich die vier Freunde an den Pool, wo sie auf eine Gruppe von vier jungen Frauen treffen, die einen Junggesellinnenabschied veranstalten. Sienna, Casey, Amber und Tatyana lassen sich auf die Männergruppe ein und schon bald verbringen sie die Zeit zusammen im Nachtleben von Las Vegas. Schließlich kommt es zwischen Mitchell, Amber und Tatyana zum Geschlechtsverkehr. Adrian, der sich in Sienna verliebt, lässt sich dazu überreden, mit ihr einen professionellen Pornofilm zu drehen. Dabei schauen Derek, Casey und sie sich nun ebenfalls in Las Vegas befindliche Amanda zu, um „zu lernen“. Diese wurde zuvor von Boslov entführt.
Während ihres Aufenthalts in Las Vegas sind sie immer dem kriminellen Geschäftsmann Boslov in die Quere gekommen, der nun die Gelegenheit nutzen will, sich zu rächen, aber rechtzeitig ohnmächtig geschlagen wird. Als Ergebnis des Las-Vegas-Aufenthalts beschließen Derek und Amanda, nicht zu heiraten. Auch die Hochzeitspläne von Sienna wurden gecancelt. Zwischen Derek und Casey beginnt eine Romanze. Auch Adrian und Sienna beginnen eine Beziehung.

## Hintergrund
Die Dreharbeiten fanden in Los Angeles und Las Vegas statt. Der Film kann als Mockbuster zu Hangover 3 aus dem Vorjahr gesehen werden. In den USA startete der Film am 12. August 2014 in den USA. In Deutschland erschien der Film am 21. November 2014 im Videoverleih.

## Rezeption
„Versuch des Billig-Produzenten Asylum, auf der „Hangover“- und „Brautalarm“-Welle mit zu surfen. Für mehr als eine Sketchparade längst vertrauter Nummern reicht es freilich nicht.“

Kino.de nimmt den Film als „oberflächlich an den Las-Vegas- und Jungesellinnenabschiedsfilmen der jüngeren Zeit orientierten Sex- und Verwechslungskomödie“ wahr. Die Handlung wird als wenig zusammenhängend und eher als eine „locker miteinander verbundene, frivole Sketch-Parade“ bezeichnet.
Im Audience Score, der Zuschauerwertung auf Rotten Tomatoes, hat der Film bei mehr als 50 Abstimmungen eine Wertung von 15 %. In der Internet Movie Database hat der Film bei knapp 1.700 Stimmabgaben eine Wertung von 3,6 von 10,0 möglichen Sternen (Stand: Mai 2024).